# Елемаг (нос)
Носът Елемаг (на английски: Elemag Point) е морски нос на брега на Лунния залив в източната част на остров Ливингстън. Разположен 5.57 км северозападно от нос Рила, 2.05 км североизточно от Златоградски камък, 3.05 км източно от връх Сливен, 1.76 км югоизточно от нос Синдел и 6.75 км на юг-югозапад от хълм Единбург. Бреговата линия в района на носа претърпява промени в резултат на отдръпването на ледник Хюрън и ледник Струма в края на 20 и началото на 21 век (достигащо 1.5 км в рамките на две десетилетия).
Координатите му са: 62°35′51.7″ ю. ш. 60°04′10″ з. д. / 62.597694° ю. ш. 60.069444° з. д..
Наименуван е на Елемаг, управител на югозападните български земи със средище град Белград (Берат) при цар Самуил, цар Гаврил Радомир и цар Иван Владислав (10-11 век). Името е официално дадено на 15 декември 2006 г.
Българско топографско проучване: Тангра 2004/05. Българско картографиране от 2009 и 2012 г.

## Карти
- L.L. Ivanov et al, Antarctica: Livingston Island, South Shetland Islands (from English Strait to Morton Strait, with illustrations and ice-cover distribution), 1:100000 scale topographic map, Antarctic Place-names Commission of Bulgaria, Sofia, 2005
- Л. Иванов. Антарктика: Остров Ливингстън и острови Гринуич, Робърт, Сноу и Смит. Топографска карта в мащаб 1:120000. Троян: Фондация Манфред Вьорнер, 2009. ISBN 978-954-92032-4-0
- Л. Иванов. Карта на остров Ливингстън. В: Иванов, Л. и Н. Иванова. Антарктика: Природа, история, усвояване, географски имена и българско участие. София: Фондация Манфред Вьорнер, 2014. с. 18-19. ISBN 978-619-90008-1-6